# Танту Паджеларан
Танту Паджеларан (Tantu Pagelaran или Tangtu Panggelaran) — древняя яванская рукопись, написанная на языке кави, которая возникла в период Маджапахит XV века. Рукопись описывает мифическое происхождение острова Ява.

## Легенда о перемещении горы Меру на Яву
В рукописи объясняется, что Гуру Батара (Шива) приказал богу Брахме и Вишну наполнить остров Ява людьми. Однако в то время остров Ява свободно плавал в океане, постоянно качаясь и пееворачиваясь. Чтобы сделать остров неподвижным, боги решили прибить остров к земле, переместив часть горы Меру в Джамбудвипу (Индия) и прикрепив её к Яве.
Бог Вишну превратился в гигантскую черепаху и понес часть горы Меру на спине, в то время как бог Брахма превратился в гигантского змея-нага и обернул свое тело вокруг горы и спины гигантской черепахи, так что гора Меру могла безопасно транспортироваться к Яве.
Первоначально боги поместили святую гору в западной части Явы, куда они сначала прибыли. Однако огромный вес горы Меру наклонил остров и вызвал дисбаланс; восточный конец Явы поднялся высоко. Боги решили перенести гору на восток, разбросали по острову фрагменты гор и которые превратились в вулканы и гористые области, простирающиеся с запада на восток вдоль Явы. Когда основная часть горы Меру была прикреплена к восточной части Явы, остров был всё ещё наклонен, на этот раз была поднята западная часть. Чтобы сделать остров сбалансированным, боги отрезали небольшой кусочек и разместили его в северо-западной части Восточной Явы. Вершина стала горой Павитра, которая сегодня отождествляется с горой Пенанггунган, а основная часть горы Меру превратилась в вулкан Семеру и стала обителью бога Шивы.
Когда Санг Хьянг Шива прибыл на Яву, он увидел так много растений джававута, что дал острову название Ява. Вишну стал первым правителем Явы и воплотился как король по имени Кандиаван. Он создал цивилизацию и поддерживал порядок, а также руководил государственными, социальными и религиозными вопросами.

## Интерпретация
Гористая вулканическая природа и географические условия Явы и Бали соответствуют и соответствуют индуистской мифологии. Индуистская космология считала, что гора Меру или Махамеру является обителью богов и связывает царство смертных со сваргой, царством богов. Люди Явы и Бали до сих пор почитают гору как обитель богов, девата, хьянг и других духовных существ. Легенда, в которой упоминается, что остров Ява иногда сотрясается, интерпретируется как традиционный местный способ объяснения природных явлений землетрясения.